# Jeanne Driessen
Pour les articles homonymes, voir Driessen.
Jeanne Marie Hubertine Alphonsine Driessen, née à Maaseik, le 3 mai 1892 et morte le 15 juillet 1997 est une femme politique belge sociale-chrétienne, membre du Parti social-chrétien.

## Carrière politique
- 1927-31: Conseillère communale de Genk
- 1949-50: Sénatrice élue de l'arrondissement Hasselt-Tongres-Maaseik
- 1950-65: Sénatrice cooptée

## Sources
- (nl) P. Van Molle, Het Belgisch parlement 1894-1969, Gand, Erasmus, 1969
- (nl) R. Devuldere, Biografisch repertorium der Belgische parlementairen, senatoren en volksvertegenwoordigers 1830 tot 1.8.1965 (thèse de licence en histoire inédite), Gand, R.U.G., 1965
- Biographie sur ODIS
- Éliane Gubin et Marie-Sylvie Dupont-Bouchat, Dictionnaire des femmes belges : XIXe et XXe siècles, Bruxelles, Racine, 2006 (lire en ligne), p. 213